# Formularium Nederlandse Apothekers
Het Formularium Nederlandse Apothekers (FNA) is het officiële formularium van de Nederlandse apothekers. Het betreft gestandaardiseerde voorschriften voor het magistraal vervaardigen van geneesmiddelen door openbare apotheken en ziekenhuisapotheken. Het FNA beschrijft middelen die wel therapeutisch onderbouwd zijn maar die niet altijd als handelsmiddel beschikbaar zijn. Overigens zijn veel FNA-preparaten wel verkrijgbaar via de groothandel. Veel FNA-preparaten zijn dermatologische middelen.
De FNA-voorschriften worden onderhouden door het Wetenschappelijk Instituut Nederlandse Apothekers (WINAp), onderdeel van de Koninklijke Nederlandse Maatschappij ter bevordering der Pharmacie (KNMP).
Controle op de kwaliteit van FNA-middelen wordt verricht door het Laboratorium der Nederlandse Apothekers (LNA).

## Voorbeelden
Voorbeelden van FNA-preparaten zijn oa:
- lidocaïne gel FNA
- xylocaïne gel FNA
- colecalciferol FNA
- cetomacrogolcrème FNA
- valproïnezuur zetpillen FNA
- morfine drank/injectie/zetpil FNA
- dexamethason FNA
- miconazol
- prednisolon FNA
- zinkoxide FNA
- lithiumcarbonaat capsule FNA
- xylometazoline Neusdruppels/Neusspray FNA
- dexamfetamine FNA
- natriumedetaat FNA
- chloorhexidine FNA
- fenytoïne FNA
- hydrocortison zalf FNA